# Liste der Nummer-eins-Hits in Ungarn (2007)
Dies ist eine Liste der Nummer-eins-Hits in Ungarn im Jahr 2007. Sie basiert auf der Rádiós Top 40 játszási lista  und der Top 40 album-, DVD- és válogatáslemez-lista der Magyar Hanglemezkiadók Szövetsége (Mahasz), dem ungarischen Vertreter der International Federation of the Phonographic Industry.

## Singles
| ← 2006 ← | Liste der Nummer-eins-Hits in Ungarn | Liste der Nummer-eins-Hits in Ungarn              | Liste der Nummer-eins-Hits in Ungarn | 2008 →                    |
| \| Zeitraum \| Wo. ges. \| Interpret \| Titel Autor(en) \| Zusätzliche Informationen \| \| (Zeitraum, Wochen auf Platz eins, Interpret, Titel, Autor[en], zusätzliche Informationen) \| \| \| \| \| \| ----------------------------------------------------------------------------------------- \| -------- \| ------------------------------------------------- \| ---------------------------------------------------------------------------------------------------------------------------------------------------- \| ------------------------- \| \| 18. Dezember 2006 – 21. Januar 2007 5 Wochen \| 5 \| Madonna \| Jump Joe Henry, Madonna Ciccone, Stuart Price \| – \| \| 22. Januar 2007 – 28. Januar 2007 1 Woche \| 1 \| Beyoncé \| Irreplaceable Espen Lind, Amund Bjørklund, Beyoncé Knowles, Tor Erik Hermansen, Mikkel S. Eriksen, Shaffer Smith \| – \| \| 29. Januar 2007 – 25. Februar 2007 4 Wochen \| 4 \| Hooligans \| Félember \| – \| \| 26. Februar 2007 – 4. März 2007 1 Woche (insgesamt 2) \| 2 \| Red Hot Chili Peppers \| Snow (Hey Oh) Michael Balzary, John Frusciante, Anthony Kiedis, Chad Smith \| – \| \| 5. März 2007 – 18. März 2007 2 Wochen \| 2 \| Pink \| U + Ur Hand Lukasz Gottwald, Max Martin, Alecia B. Moore, Rami Yacoub \| – \| \| 19. März 2007 – 25. März 2007 1 Woche (insgesamt 2) \| 2 \| Red Hot Chili Peppers \| Snow (Hey Oh) Michael Balzary, John Frusciante, Anthony Kiedis, Chad Smith \| – \| \| 26. März 2007 – 8. April 2007 2 Wochen \| 2 \| Gia Farrell \| Hit Me Up Josh Schwartz, Brian Kierulf, Jeannie Bocchicchio \| – \| \| 9. April 2007 – 6. Mai 2007 4 Wochen (insgesamt 5) \| 5 \| Nelly Furtado \| Say It Right Nelly Furtado, Floyd Nathaniel Hills, Timothy Z. Mosley \| – \| \| 7. Mai 2007 – 13. Mai 2007 1 Woche (insgesamt 7) \| 7 \| Nelly Furtado \| All Good Things (Come to an End) Nelly Furtado, Floyd Nathaniel Hills, Timothy Z. Mosley, Christopher Martin \| – \| \| 14. Mai 2007 – 20. Mai 2007 1 Woche (insgesamt 5) \| 5 \| Nelly Furtado \| Say It Right Nelly Furtado, Floyd Nathaniel Hills, Timothy Z. Mosley \| – \| \| 21. Mai 2007 – 3. Juni 2007 2 Wochen (insgesamt 7) \| 7 \| Nelly Furtado \| All Good Things (Come to an End) Nelly Furtado, Floyd Nathaniel Hills, Timothy Z. Mosley, Christopher Martin \| – \| \| 4. Juni 2007 – 17. Juni 2007 2 Wochen (insgesamt 3) \| 3 \| Beyoncé & Shakira \| Beautiful Liar Ian Dench, Tor Erik Hermansen, Mikkel S. Eriksen, Amanda Ghost, Beyoncé Knowles \| – \| \| 18. Juni 2007 – 1. Juli 2007 2 Wochen (insgesamt 7) \| 7 \| Nelly Furtado \| All Good Things (Come to an End) Nelly Furtado, Floyd Nathaniel Hills, Timothy Z. Mosley, Christopher Martin \| – \| \| 2. Juli 2007 – 15. Juli 2007 2 Wochen (insgesamt 4) \| 4 \| Beyoncé & Shakira \| Beautiful Liar Ian Dench, Tor Erik Hermansen, Mikkel S. Eriksen, Amanda Ghost, Beyoncé Knowles \| – \| \| 16. Juli 2007 – 22. Juli 2007 1 Woche (insgesamt 7) \| 7 \| Nelly Furtado \| All Good Things (Come to an End) Nelly Furtado, Floyd Nathaniel Hills, Timothy Z. Mosley, Christopher Martin \| – \| \| 23. Juli 2007 – 29. Juli 2007 1 Woche (insgesamt 4) \| 4 \| Beyoncé & Shakira \| Beautiful Liar Ian Dench, Tor Erik Hermansen, Mikkel S. Eriksen, Amanda Ghost, Beyoncé Knowles \| – \| \| 30. Juli 2007 – 12. August 2007 2 Wochen \| 2 \| Rihanna feat. Jay-Z \| Umbrella Shawn Carter, Christopher A. Stewart, Terius Nash, Thaddis Harrell \| – \| \| 13. August 2007 – 26. August 2007 2 Wochen (insgesamt 4) \| 4 \| Timbaland feat. Nelly Furtado & Justin Timberlake \| Give It to Me Timothy Clayton, Nelly Furtado, Floyd Nathaniel Hills, Timothy Z. Mosley, Justin Timberlake \| – \| \| 27. August 2007 – 2. September 2007 1 Woche \| 1 \| Maroon 5 \| Makes Me Wonder Adam Levine, Jesse Carmichael, Mickey Madden \| – \| \| 3. September 2007 – 9. September 2007 1 Woche (insgesamt 4) \| 4 \| Timbaland feat. Nelly Furtado & Justin Timberlake \| Give It to Me Timothy Clayton, Nelly Furtado, Floyd Nathaniel Hills, Timothy Z. Mosley, Justin Timberlake \| – \| \| 10. September 2007 – 16. September 2007 1 Woche (insgesamt 4) \| 4 \| Akon \| Don’t Matter Aliaune Thiam, Anthony Keith Lawson, Bob Marley \| – \| \| 17. September 2007 – 23. September 2007 1 Woche (insgesamt 4) \| 4 \| Timbaland feat. Nelly Furtado & Justin Timberlake \| Give It to Me Timothy Clayton, Nelly Furtado, Floyd Nathaniel Hills, Timothy Z. Mosley, Justin Timberlake \| – \| \| 24. September 2007 – 30. September 2007 1 Woche (insgesamt 4) \| 4 \| Akon \| Don’t Matter Aliaune Thiam, Anthony Keith Lawson, Bob Marley \| – \| \| 1. Oktober 2007 – 21. Oktober 2007 3 Wochen \| 3 \| David Guetta feat. Chris Willis \| Love Is Gone Musik: Joachim Garraud, Frédéric Riesterer; Text: David Guetta, Christopher Willis \| – \| \| 22. Oktober 2007 – 11. November 2007 3 Wochen (insgesamt 4) \| 4 \| Sean Kingston \| Beautiful Girls Ben E. King, Jerry Leiber, Mike Stoller, Jonathan Rotem, Kisean Anderson, Sylvester Jordan \| – \| \| 12. November 2007 – 25. November 2007 2 Wochen (insgesamt 4) \| 4 \| Akon \| Don’t Matter Aliaune Thiam, Anthony Keith Lawson, Bob Marley \| – \| \| 26. November 2007 – 2. Dezember 2007 1 Woche \| 1 \| Fergie \| Big Girls Don’t Cry Tobias Gad, Stacy Ferguson \| – \| \| 3. Dezember 2007 – 9. Dezember 2007 1 Woche (insgesamt 3) \| 3 \| Amy Winehouse \| Rehab Amy Winehouse \| – \| \| 10. Dezember 2007 – 16. Dezember 2007 1 Woche (insgesamt 4) \| 4 \| Sean Kingston \| Beautiful Girls Ben E. King, Jerry Leiber, Mike Stoller, Jonathan Rotem, Kisean Anderson, Sylvester Jordan \| – \| \| 17. Dezember 2007 – 23. Dezember 2007 1 Woche (insgesamt 3) \| 3 \| Amy Winehouse \| Rehab Amy Winehouse \| – \| \| 24. Dezember 2007 – 6. Januar 2008 2 Wochen (insgesamt 6) \| 6 \| Timbaland feat. Keri Hilson \| The Way I Are Floyd Nathaniel Hills, Timothy Z. Mosley, Keri Lynn Hilson, John M. Maultsby, Garland Waverly Mosley, Bale'wa Muhammad, Candice Nelson \| – \| |                                      |                                                   | |                           |
| ← 2006 |                                      |                                                   | | → 2008 →                  |
| Zeitraum | Wo. ges.                             | Interpret                                         | Titel Autor(en) | Zusätzliche Informationen |
| (Zeitraum, Wochen auf Platz eins, Interpret, Titel, Autor[en], zusätzliche Informationen) |                                      |                                                   | |                           |
| 18. Dezember 2006 – 21. Januar 2007 5 Wochen | 5                                    | Madonna                                           | Jump Joe Henry, Madonna Ciccone, Stuart Price | –                         |
| 22. Januar 2007 – 28. Januar 2007 1 Woche | 1                                    | Beyoncé                                           | Irreplaceable Espen Lind, Amund Bjørklund, Beyoncé Knowles, Tor Erik Hermansen, Mikkel S. Eriksen, Shaffer Smith                                     | –                         |
| 29. Januar 2007 – 25. Februar 2007 4 Wochen | 4                                    | Hooligans                                         | Félember | –                         |
| 26. Februar 2007 – 4. März 2007 1 Woche (insgesamt 2) | 2                                    | Red Hot Chili Peppers                             | Snow (Hey Oh) Michael Balzary, John Frusciante, Anthony Kiedis, Chad Smith                                                                           | –                         |
| 5. März 2007 – 18. März 2007 2 Wochen | 2                                    | Pink                                              | U + Ur Hand Lukasz Gottwald, Max Martin, Alecia B. Moore, Rami Yacoub                                                                                | –                         |
| 19. März 2007 – 25. März 2007 1 Woche (insgesamt 2) | 2                                    | Red Hot Chili Peppers                             | Snow (Hey Oh) Michael Balzary, John Frusciante, Anthony Kiedis, Chad Smith                                                                           | –                         |
| 26. März 2007 – 8. April 2007 2 Wochen | 2                                    | Gia Farrell                                       | Hit Me Up Josh Schwartz, Brian Kierulf, Jeannie Bocchicchio                                                                                          | –                         |
| 9. April 2007 – 6. Mai 2007 4 Wochen (insgesamt 5) | 5                                    | Nelly Furtado                                     | Say It Right Nelly Furtado, Floyd Nathaniel Hills, Timothy Z. Mosley                                                                                 | –                         |
| 7. Mai 2007 – 13. Mai 2007 1 Woche (insgesamt 7) | 7                                    | Nelly Furtado                                     | All Good Things (Come to an End) Nelly Furtado, Floyd Nathaniel Hills, Timothy Z. Mosley, Christopher Martin                                         | –                         |
| 14. Mai 2007 – 20. Mai 2007 1 Woche (insgesamt 5) | 5                                    | Nelly Furtado                                     | Say It Right Nelly Furtado, Floyd Nathaniel Hills, Timothy Z. Mosley                                                                                 | –                         |
| 21. Mai 2007 – 3. Juni 2007 2 Wochen (insgesamt 7) | 7                                    | Nelly Furtado                                     | All Good Things (Come to an End) Nelly Furtado, Floyd Nathaniel Hills, Timothy Z. Mosley, Christopher Martin                                         | –                         |
| 4. Juni 2007 – 17. Juni 2007 2 Wochen (insgesamt 3) | 3                                    | Beyoncé & Shakira                                 | Beautiful Liar Ian Dench, Tor Erik Hermansen, Mikkel S. Eriksen, Amanda Ghost, Beyoncé Knowles                                                       | –                         |
| 18. Juni 2007 – 1. Juli 2007 2 Wochen (insgesamt 7) | 7                                    | Nelly Furtado                                     | All Good Things (Come to an End) Nelly Furtado, Floyd Nathaniel Hills, Timothy Z. Mosley, Christopher Martin                                         | –                         |
| 2. Juli 2007 – 15. Juli 2007 2 Wochen (insgesamt 4) | 4                                    | Beyoncé & Shakira                                 | Beautiful Liar Ian Dench, Tor Erik Hermansen, Mikkel S. Eriksen, Amanda Ghost, Beyoncé Knowles                                                       | –                         |
| 16. Juli 2007 – 22. Juli 2007 1 Woche (insgesamt 7) | 7                                    | Nelly Furtado                                     | All Good Things (Come to an End) Nelly Furtado, Floyd Nathaniel Hills, Timothy Z. Mosley, Christopher Martin                                         | –                         |
| 23. Juli 2007 – 29. Juli 2007 1 Woche (insgesamt 4) | 4                                    | Beyoncé & Shakira                                 | Beautiful Liar Ian Dench, Tor Erik Hermansen, Mikkel S. Eriksen, Amanda Ghost, Beyoncé Knowles                                                       | –                         |
| 30. Juli 2007 – 12. August 2007 2 Wochen | 2                                    | Rihanna feat. Jay-Z                               | Umbrella Shawn Carter, Christopher A. Stewart, Terius Nash, Thaddis Harrell                                                                          | –                         |
| 13. August 2007 – 26. August 2007 2 Wochen (insgesamt 4) | 4                                    | Timbaland feat. Nelly Furtado & Justin Timberlake | Give It to Me Timothy Clayton, Nelly Furtado, Floyd Nathaniel Hills, Timothy Z. Mosley, Justin Timberlake                                            | –                         |
| 27. August 2007 – 2. September 2007 1 Woche | 1                                    | Maroon 5                                          | Makes Me Wonder Adam Levine, Jesse Carmichael, Mickey Madden                                                                                         | –                         |
| 3. September 2007 – 9. September 2007 1 Woche (insgesamt 4) | 4                                    | Timbaland feat. Nelly Furtado & Justin Timberlake | Give It to Me Timothy Clayton, Nelly Furtado, Floyd Nathaniel Hills, Timothy Z. Mosley, Justin Timberlake                                            | –                         |
| 10. September 2007 – 16. September 2007 1 Woche (insgesamt 4) | 4                                    | Akon                                              | Don’t Matter Aliaune Thiam, Anthony Keith Lawson, Bob Marley                                                                                         | –                         |
| 17. September 2007 – 23. September 2007 1 Woche (insgesamt 4) | 4                                    | Timbaland feat. Nelly Furtado & Justin Timberlake | Give It to Me Timothy Clayton, Nelly Furtado, Floyd Nathaniel Hills, Timothy Z. Mosley, Justin Timberlake                                            | –                         |
| 24. September 2007 – 30. September 2007 1 Woche (insgesamt 4) | 4                                    | Akon                                              | Don’t Matter Aliaune Thiam, Anthony Keith Lawson, Bob Marley                                                                                         | –                         |
| 1. Oktober 2007 – 21. Oktober 2007 3 Wochen | 3                                    | David Guetta feat. Chris Willis                   | Love Is Gone Musik: Joachim Garraud, Frédéric Riesterer; Text: David Guetta, Christopher Willis                                                      | –                         |
| 22. Oktober 2007 – 11. November 2007 3 Wochen (insgesamt 4) | 4                                    | Sean Kingston                                     | Beautiful Girls Ben E. King, Jerry Leiber, Mike Stoller, Jonathan Rotem, Kisean Anderson, Sylvester Jordan                                           | –                         |
| 12. November 2007 – 25. November 2007 2 Wochen (insgesamt 4) | 4                                    | Akon                                              | Don’t Matter Aliaune Thiam, Anthony Keith Lawson, Bob Marley                                                                                         | –                         |
| 26. November 2007 – 2. Dezember 2007 1 Woche | 1                                    | Fergie                                            | Big Girls Don’t Cry Tobias Gad, Stacy Ferguson | –                         |
| 3. Dezember 2007 – 9. Dezember 2007 1 Woche (insgesamt 3) | 3                                    | Amy Winehouse                                     | Rehab Amy Winehouse | –                         |
| 10. Dezember 2007 – 16. Dezember 2007 1 Woche (insgesamt 4) | 4                                    | Sean Kingston                                     | Beautiful Girls Ben E. King, Jerry Leiber, Mike Stoller, Jonathan Rotem, Kisean Anderson, Sylvester Jordan                                           | –                         |
| 17. Dezember 2007 – 23. Dezember 2007 1 Woche (insgesamt 3) | 3                                    | Amy Winehouse                                     | Rehab Amy Winehouse | –                         |
| 24. Dezember 2007 – 6. Januar 2008 2 Wochen (insgesamt 6) | 6                                    | Timbaland feat. Keri Hilson                       | The Way I Are Floyd Nathaniel Hills, Timothy Z. Mosley, Keri Lynn Hilson, John M. Maultsby, Garland Waverly Mosley, Bale'wa Muhammad, Candice Nelson | –                         |

## Alben
| ← 2006 ← | Liste der Nummer-eins-Hits in Ungarn | Liste der Nummer-eins-Hits in Ungarn | Liste der Nummer-eins-Hits in Ungarn | 2008 →                    |
| \| Zeitraum \| Wo. ges. \| Interpret \| Titel \| Zusätzliche Informationen \| \| (Zeitraum, Wochen auf Platz eins, Interpret, Titel, zusätzliche Informationen) \| \| \| \| \| \| ------------------------------------------------------------------------------ \| -------- \| ------------------------------- \| ---------------------- \| ------------------------- \| \| 20. November 2006 – 28. Januar 2007 10 Wochen \| 10 \| Rúzsa Magdi \| Ördögi angyal \| – \| \| 29. Januar 2007 – 18. Februar 2007 3 Wochen \| 3 \| Madonna \| The Confessions Tour \| – \| \| 19. Februar 2007 – 25. Februar 2007 1 Woche \| 1 \| Norah Jones \| Not Too Late \| – \| \| 26. Februar 2007 – 1. April 2007 5 Wochen \| 5 \| Irigy Hónaljmirigy \| K. O. Média \| – \| \| 2. April 2007 – 13. Mai 2007 6 Wochen (insgesamt 22) \| 22 \| Bereczki Zoltán & Szinetár Dóra \| Musical Duett \| – \| \| 14. Mai 2007 – 20. Mai 2007 1 Woche \| 1 \| Linkin Park \| Minutes to Midnight \| – \| \| 21. Mai 2007 – 3. Juni 2007 2 Wochen (insgesamt 22) \| 22 \| Bereczki Zoltán & Szinetár Dóra \| Musical Duett \| – \| \| 4. Juni 2007 – 10. Juni 2007 1 Woche \| 1 \| Dream Theater \| Systematic Chaos \| – \| \| 11. Juni 2007 – 24. Juni 2007 2 Wochen \| 2 \| Nelly Furtado \| Loose \| – \| \| 25. Juni 2007 – 26. August 2007 9 Wochen (insgesamt 22) \| 22 \| Bereczki Zoltán & Szinetár Dóra \| Musical Duett \| – \| \| 27. August 2007 – 2. September 2007 1 Woche \| 1 \| Pinokkió \| Mágikus Pinokkió \| – \| \| 3. September 2007 – 9. September 2007 1 Woche (insgesamt 22) \| 22 \| Bereczki Zoltán & Szinetár Dóra \| Musical Duett \| – \| \| 10. September 2007 – 16. September 2007 1 Woche \| 1 \| Ossian \| Örök tűz \| – \| \| 17. September 2007 – 30. September 2007 2 Wochen (insgesamt 22) \| 22 \| Bereczki Zoltán & Szinetár Dóra \| Musical Duett \| – \| \| 1. Oktober 2007 – 7. Oktober 2007 1 Woche \| 1 \| Nightwish \| Dark Passion Play \| – \| \| 8. Oktober 2007 – 4. November 2007 4 Wochen (insgesamt 6) \| 6 \| Dolhai Attila \| Olasz szerelem \| – \| \| 5. November 2007 – 11. November 2007 1 Woche (insgesamt 5) \| 5 \| Andrea Bocelli \| Vivere – Greatest Hits \| – \| \| 12. November 2007 – 18. November 2007 1 Woche (insgesamt 6) \| 6 \| Dolhai Attila \| Olasz szerelem \| – \| \| 19. November 2007 – 25. November 2007 1 Woche (insgesamt 5) \| 5 \| Andrea Bocelli \| Vivere – Greatest Hits \| – \| \| 26. November 2007 – 2. Dezember 2007 1 Woche \| 1 \| Halász Judit \| Szeresd a testvéred! \| – \| \| 3. Dezember 2007 – 23. Dezember 2007 3 Wochen (insgesamt 5) \| 5 \| Andrea Bocelli \| Vivere – Greatest Hits \| – \| \| 24. Dezember 2007 – 30. Dezember 2007 1 Woche \| 1 \| Nox \| Csendes \| – \| \| 31. Dezember 2007 – 6. Januar 2008 1 Woche \| 1 \| Szekeres Adrien \| Olyan, mint Te \| – \| |                                      |                                      |                                      |                           |
| ← 2006 |                                      |                                      |                                      | → 2008 →                  |
| Zeitraum | Wo. ges.                             | Interpret                            | Titel                                | Zusätzliche Informationen |
| (Zeitraum, Wochen auf Platz eins, Interpret, Titel, zusätzliche Informationen) |                                      |                                      |                                      |                           |
| 20. November 2006 – 28. Januar 2007 10 Wochen | 10                                   | Rúzsa Magdi                          | Ördögi angyal                        | –                         |
| 29. Januar 2007 – 18. Februar 2007 3 Wochen | 3                                    | Madonna                              | The Confessions Tour                 | –                         |
| 19. Februar 2007 – 25. Februar 2007 1 Woche | 1                                    | Norah Jones                          | Not Too Late                         | –                         |
| 26. Februar 2007 – 1. April 2007 5 Wochen | 5                                    | Irigy Hónaljmirigy                   | K. O. Média                          | –                         |
| 2. April 2007 – 13. Mai 2007 6 Wochen (insgesamt 22) | 22                                   | Bereczki Zoltán & Szinetár Dóra      | Musical Duett                        | –                         |
| 14. Mai 2007 – 20. Mai 2007 1 Woche | 1                                    | Linkin Park                          | Minutes to Midnight                  | –                         |
| 21. Mai 2007 – 3. Juni 2007 2 Wochen (insgesamt 22) | 22                                   | Bereczki Zoltán & Szinetár Dóra      | Musical Duett                        | –                         |
| 4. Juni 2007 – 10. Juni 2007 1 Woche | 1                                    | Dream Theater                        | Systematic Chaos                     | –                         |
| 11. Juni 2007 – 24. Juni 2007 2 Wochen | 2                                    | Nelly Furtado                        | Loose                                | –                         |
| 25. Juni 2007 – 26. August 2007 9 Wochen (insgesamt 22) | 22                                   | Bereczki Zoltán & Szinetár Dóra      | Musical Duett                        | –                         |
| 27. August 2007 – 2. September 2007 1 Woche | 1                                    | Pinokkió                             | Mágikus Pinokkió                     | –                         |
| 3. September 2007 – 9. September 2007 1 Woche (insgesamt 22) | 22                                   | Bereczki Zoltán & Szinetár Dóra      | Musical Duett                        | –                         |
| 10. September 2007 – 16. September 2007 1 Woche | 1                                    | Ossian                               | Örök tűz                             | –                         |
| 17. September 2007 – 30. September 2007 2 Wochen (insgesamt 22) | 22                                   | Bereczki Zoltán & Szinetár Dóra      | Musical Duett                        | –                         |
| 1. Oktober 2007 – 7. Oktober 2007 1 Woche | 1                                    | Nightwish                            | Dark Passion Play                    | –                         |
| 8. Oktober 2007 – 4. November 2007 4 Wochen (insgesamt 6) | 6                                    | Dolhai Attila                        | Olasz szerelem                       | –                         |
| 5. November 2007 – 11. November 2007 1 Woche (insgesamt 5) | 5                                    | Andrea Bocelli                       | Vivere – Greatest Hits               | –                         |
| 12. November 2007 – 18. November 2007 1 Woche (insgesamt 6) | 6                                    | Dolhai Attila                        | Olasz szerelem                       | –                         |
| 19. November 2007 – 25. November 2007 1 Woche (insgesamt 5) | 5                                    | Andrea Bocelli                       | Vivere – Greatest Hits               | –                         |
| 26. November 2007 – 2. Dezember 2007 1 Woche | 1                                    | Halász Judit                         | Szeresd a testvéred!                 | –                         |
| 3. Dezember 2007 – 23. Dezember 2007 3 Wochen (insgesamt 5) | 5                                    | Andrea Bocelli                       | Vivere – Greatest Hits               | –                         |
| 24. Dezember 2007 – 30. Dezember 2007 1 Woche | 1                                    | Nox                                  | Csendes                              | –                         |
| 31. Dezember 2007 – 6. Januar 2008 1 Woche | 1                                    | Szekeres Adrien                      | Olyan, mint Te                       | –                         |